# Bezlist okrywowy

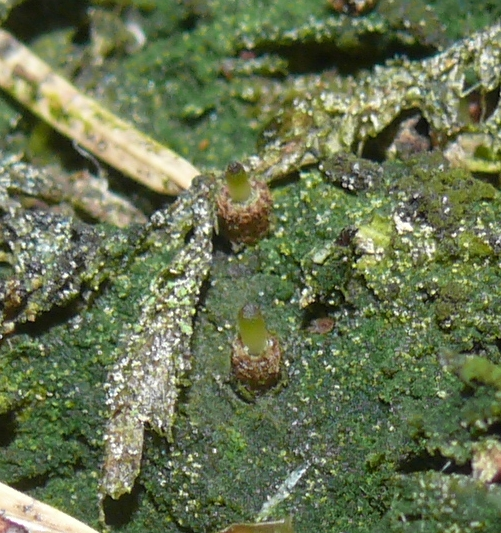
Rozwijające się sporofity

Bezlist okrywowy (Buxbaumia viridis (Moug.) Brid.) – gatunek mchu należący do rodziny  bezlistowatych (Buxbaumiaceae).

## Rozmieszczenie geograficzne
Gatunek euro-amerykański z oderwanymi stanowiskami w chińskiej prowincji Shanxi. W Ameryce Północnej występuje tylko w pacyficznej części kontynentu, do wys. 1200 m n.p.m. W Europie powszechniej występuje w południowej Skandynawii aż po okolice Petersburga oraz w Alpach (do wys. 1800 m n.p.m.) i w Karpatach (do 2000 m n.p.m. w Tatrach Wysokich). Występuje też w masywach górskich Europy Środkowej oraz na Nizinie Środkowoeuropejskiej.
W Polsce gatunek najczęściej występuje w górach (w Polsce Tatry, Beskidy Zachodnie, Sudety), głównie w reglu dolnym. Na niżu rzadko (zachodnia i północna część Polski po Pojezierze Ełckie na wschodzie). Na początku XXI w. jedynym potwierdzonym stanowiskiem był Tatrzański Park Narodowy, lecz dzięki dalszym poszukiwaniom potwierdzono lub odkryto nowe stanowiska w Sudetach, Karpatach od Gorców po Bieszczady oraz na Pomorzu Gdańskim.

## Morfologia
Mech dwupienny o bardzo małym, trudnym do zauważenia w naturalnym środowisku gametoficie. Lepiej widoczny sporofit. Zielonkawa, asymetryczna puszka o dług. do 6 mm na czerwonawej lub brunatnej, grubej secie (dług. do 7 mm). Wieczko krótkie, z małym czepkiem. Osobniki męskie niewielkie  widoczne tylko pod mikroskopem, bez łodyg, złożone z plemni (stojących wprost na splątku) otoczonych jednym liściem. Osobniki żeńskie o nierozgałęzionej łodydze o wys. do 1 mm.
W czasie dojrzewania liście brunatnieją, tracą kolor i wykształcają nitki otaczające setę. Zarodniki dojrzewają późną wiosną lub latem, są gładkie, żółtozielone o średnicy ok. 12μm. W porównaniu z innymi gatunkami epiksylicznych mchów liczba zarodników jest duża (3,1–5,5 mln na puszkę).

## Ekologia
Rośnie na próchniejącym drewnie bez kory, na zbutwiałych pniach, i murszejących kłodach, rzadziej na silnie humusowej glebie. Preferuje miejsca ocienione, nieco wilgotne i kwaśne. W Polsce występuje w lasach bukowych i bukowo-jodłowych, zaś w innych częściach zasięgu (np. w Skandynawii) występuje w lasach świerkowych. Gatunek ten unika miejsc pozostających pod wpływem człowieka. Jest słabym konkurentem – zazwyczaj występuje w miejscach, gdzie nie ma zwartej pokrywy mszaków. Do rozwoju wymaga już mocno rozłożonego drewna o dużej wilgotności, przez co zwykle związany jest z miejscami o wilgotnym mikroklimacie – dolinami rzek, a zwłaszcza ich północnymi, zacienionymi zboczami.
Roślina jednoroczna, kiełkuje jesienią lub wiosną. Wkraczanie w stadia fenologiczne w górach jest zwykle przesunięte w stosunku do nizin. Zwykle rośnie pojedynczo, tworząc nieliczne populacje, których stan może znacząco fluktuować.
Gatunek charakterystyczny klasy mszaków epiksylicznych Lepidozio-Lophocoletea heterophyllae.

## Ochrona
Ochrona wymaga zachowania siedlisk z ograniczoną gospodarką leśną. Konieczne jest utrzymywanie dużych ilości martwego drewna i odpowiednich stosunków wodnych. Za właściwy stan populacji uznaje się liczebność co najmniej 5 osobników, areał co najmniej 0,1 m², przy czym siedlisko potencjalne do zasiedlenia powinno nie być mniejsze niż 5 arów, mieć odpowiednio dużo martwego drewna, być bardzo wilgotne, ocienione (ponad 50% zwarcia warstwy drzew i krzewów), ale bez nadmiernie rozwiniętej warstwy runa.
W Polsce roślina objęta ścisłą ochroną gatunkową od 2001 roku. Ujęta jest także w załącznikach konwencji berneńskiej i dyrektywy siedliskowej.